# Antonio Beffa Negrini (1782-1839)
Antonio Beffa Negrini (Asola, 21 novembre 1782 – Travagliato, 26 maggio 1839) è stato un militare italiano.

## Biografia
Era figlio del conte Giovanni Beffa Negrini e della contessa Margherita Salvi.
Educato nell'Accademia del Genio a Vienna nel 1799, quindi, rientrato in Italia, frequentò la Scuola Militare del Genio di Modena fino al 1806.
Col grado di sotto tenente di Artiglieria a cavallo nel 1807 partecipò alla campagna di Spagna. Con l'assedio del forte del Bottone di Roses e la sua presa, nel 1808 Beffa Negrini ricevette il grado di capitano e la decorazione della Legion d'onore. Nel 1809 partecipò alla espugnazione di Girona, che gli valse l'onorificenza della Corona ferrea. Per i suoi meriti militari nel 1814 ottenne il grado di capo battaglione di Artiglieria. Rientrò in Italia e nel 1819 sposò la contessa Costanza Gardani, dalla quale ebbe tre figli morti prematuramente.
Morì nel 1839.